# Drets humans a l'Iran
La Unió Europea i diverses associacions no governamentals de defensa dels drets humans, com Amnistia Internacional i Human Rights Watch, denuncien una situació catastròfica sobre el respecte d'aquests drets a l'Iran. Molts fets testimonien el no respecte dels drets civils, de la llibertat d'expressió i del dret dels treballadors per part del govern iranià. La premsa relata que segueixen produint-se greus violacions dels drets humans com un elevat nombre d'execucions, lapidacions, actes de tortura i persecució de les minories ètniques i religioses. Segons Nacions Unides més de 600 persones van ser executades a l'Iran solament durant l'any 2011 sense el degut procés judicial a l'Iran.
Els detinguts no tenen dret al degut procés, moltes vegades els manca l'advocat, se'ls nega l'accés a la defensa en judici, no s'assabenten de les seues condemnes, són jutjats en sessions secretes, obligats a confessar mitjançant la tortura i les condemnes són definitives i inapel·lables. El poder judicial iranià no és un poder independent perquè el líder suprem nomena al cap del poder judicial, que al seu torn nomena als jutges de major categoria.
En 2013 el representant de les Nacions Unides va denunciar el gran increment de les denúncies per violacions als drets humans i l'augment de les execucions sumàries per temes que no són considerats delictes en la resta dels països. En 2014 va haver-hi 600 execucions.
Les principals violacions als drets humans a l'Iran es refereixen a les detencions arbitràries, a les tortures, a la falta de llibertat d'expressió i de llibertat de reunió, el manteniment de la pena de mort fins i tot per a menors d'edat, l'absència de llibertat religiosa, la discriminació i persecució contra les minories religioses, racials i sexuals. Les forces de seguretat realitzen activitats repressives contra activistes socials, es denuncien tortures contra presos polítics i execucions per ús de drogues. Segons Human Rights Watch, a l'Iran romanen detinguts periodistes, bloguers i activistes de drets humans. Al segle XXI encara es practiquen les lapidacions.
Les víctimes inclouen ciutadans l'únic delicte dels quals és el seu gènere, la seua ètnia, la seua religió, el seu treball, la seua orientació política o la seua orientació sexual.

## Pràctiques de les autoritats del país
- Execucions de presoners polítics iranians de 1988
- Execucions públiques de dos adolescents el 19 de juliol de 2005.
- Pràctica generalitzada de la tortura física i psicològica.
- Població presidiària de 150.000 persones, 60% per ús de droga.
- Execucions per ús de drogues.
- Lapidacions.
- Persecució dels líders de les minories ètniques, com a kurds i àzeris, àrabs i balutxis.
- Persecució a les minories religioses cristianes, sunnites, jueues i bahá'ís.

El govern iranià es continua negant sistemàticament al fet que la Comissió de Drets Humans de les Nacions Unides puga entrar al país. En 1996, Mohammed Chehregani, un professor universitari, va ser arrestat, empresonat i torturat pel seu activisme en defensa dels els drets culturals de la minoria ètnica àzeri. En 1997 va ser detingut l'acadèmic historiador kurd Karimullah Tavahodi per la publicació del seu llibre "El moviment històric dels kurds de Khorasan", que havia rebut diversos premis. En 1995 va morir arran de les tortures patides durant la seua detenció el líder polític kurd Mohammed Ali Nawruzi. Aquest mateix any va morir el líder kurd Khoda Karam Ibrahimi, també a conseqüència de les tortures que li van ser aplicades durant el seu empresonament. En 1996 va morir a la presó, a causa de les tortures patides, el líder polític kurd Kazem Mirzai. Els capdavanters opositors Hossein Mossavi i Mehdi Karoubi, romanen detinguts des de 2011. En 2012 el director de cinema, Jafar Panahi i l'advocada defensora dels drets humans, Nasrin Sotoudeh, tots dos guanyadors del Premi Sakharov, van ser empresonats pel seu activisme en defensa dels drets humans a l'Iran. També va ser detingut en 2012 Mohammad Ali Dadkhah, del Centre de Defensors de Drets Humans. Activistes polítics i periodistes són arrestats arbitràriament.
En 2012 va morir, a la presó, el bloguer crític del govern, Sattar Beheshti, víctima de la tortura. En 2013 van ser detinguts, arbitràriament, disset periodistes de diferents mitjans independents. En 2014 va ser condemnada a mort una nena, Razieh Ebrahimi, casada des dels 14 anys, per haver assassinat al seu marit en defensa pròpia.
En 2014 van ser empresonats els periodistes Jason Rezaian, i la seua dona, Yeganeh Salehi, ell era el corresponsal del Washington Post, sense dret a defensa. En 2015 va ser condemnat, a la pena de mort, Saman Nassem, malgrat ser menor d'edat, per "enemistat amb déu".
Segons Amnistia Internacional, en 2014 va haver-hi 284 execucions oficials, però es creu que la xifra d'execucions extra oficials és molt major.
A les presons les execucions són diàries i massives. Hi ha hagut massacres perpetrades per les autoritats, com la de Achraf en 2011.
També han estat condemnats clergues, com el cas del reconegut acadèmic Ahmad Ghabel, per denunciar massacres i persecucions polítiques.

## Drets de la dona
Les dones pateixen la condició de ciutadanes de segona i romanen segregades en la majoria dels espais públics des de la revolució. Les morts d'"honor", incloent la foguera i la lapidació de dones, són freqüents. La dona queda relegada en qüestions d'herència i necessita el permís del seu pare o marit per realitzar qualsevol activitat, sigui estudiar, treballar o viatjar. Un estricte codi de vestimenta obliga a totes les dones a usar el vel. Es veuen restringides per treballar, estudiar, fins i tot per participar en esdeveniments esportius.
Iran apareix situat en el lloc 137 d'una llista de 140 països realitzada pel Fòrum Econòmic Mundial que mesura la qualitat de vida de les dones i l'índex global de l'escletxa de gènere. Un informe de Nacions Unides en 2015 descriu com les dones són víctimes de matrimonis forçats - persisteix el matrimoni infantil i la dona necessita l'autorització del seu pare o germà per casar-se -, la violació dins del matrimoni, els atacs amb àcid i la violència familiar contra la dona.
A les dones se'ls impedeix manifestar-se públicament, fins i tot en el Dia internacional de la dona. Les morts d'honor inclouen la foguera i la lapidació. En només dos mesos en 2003 van ser executades quaranta-cinc dones joves a la província de Khuzestan.
Gran part de les violacions als drets humans estan relacionades amb la qüestió de gènere. La llei iraniana dona menys drets a les dones que als homes i els assigna menor valor.
- Segons el codi penal el valor de la vida d'una dona és la meitat del de la d'un home ("per exemple, si un automòbil atropella a un home i a una dona al carrer, la compensació en diners a la família de la dona serà la meitat que la que rebrà la família de l'home")[29]
- El testimoniatge d'un testimoni home equival al de dues dones.[30][28][31]
- Una dona necessita el permís del seu espòs per treballar fora de la casa o per deixar el país.[28]
- En la llei d'herència iraniana a la dona li correspon la meitat del que li correspondria si fos home.[32]

Són coneguts els casos de les detencions arbitràries i tortures de dones com Zeinab Jalalian, Sakineh Mohammadi Ashtiani, Mona Mahmudnizhad i Atefah Sahaaleh.

## Drets de la diversitat sexual
La sodomia és un crim pel que tots dos participants en aquesta relació poden ser castigats amb la pena de mort, si les persones castigades són adults (majors de 15), i sans de ment com per poder consentir-ho, el mètode d'execució queda en mans del jutge de la Shari'a. Un menor d'edat (menys de 15 anys) que consent en una relació de sodomia, és sentenciat a 74 fuetades. (Articles 108 a 113) La sodomia és provada si una persona confessa quatre vegades haver comés sodomia o pel testimoniatge de quatre homes heterosexuals. Testimoniatges de dones fadrines o acompanyades per un home, no proven sodomia. (Articles 114 a 119). El "Tafhiz" (frec entre les cuixes o natges) comés per dos homes és castigat amb 100 fuetades. En la quarta ocasió, el càstig és la pena de mort. (Articles 121 i 122). Si dos homes "estan junts i nus sota una manta sense cap necessitat", tots dos són castigats amb més de 99 fuetades; si un home "besa amb desig o luxúria a un altre" el càstig és 60 fuetades. (Articles 123 i 124). Si la sodomia o els crims esmentats anteriorment són provats per confessió, i aquesta persona denota penediment, el jutge de la Shari'a hauria d'atorgar-li el perdó. Si una persona ha comès els crims menors de sodomia i es penedeix abans que testimonis declaren contra ell, el càstig queda anul·lat. (Articles 125 i 126).
D'acord amb la Fundació Boroumand, hi ha hagut 107 execucions relacionades amb delictes d'homosexualitat entre 1979 i 1990 Segons Amnistia Internacional, almenys 5 persones convictes per "tendències homosexuals", tres homes i dues dones, van ser executats el gener de 1990, com a resultat de la política del govern iranià que crida a denunciar i executar a tots aquells que practiquen actes d'homosexualitat. L'abril del 1992, el Dr. Ali Mozafarian, líder musulmà sunní a la província de Fars (sud de l'Iran), va ser executat en Shiraz després de ser convicte amb càrrecs d'espionatge, adulteri i sodomia.

## Llibertat religiosa
Són discriminats i perseguits els cristians, jueus i els musulmans sunnites.

### Persecució als bahá'ís
Des de la seua arribada al poder en 1979, el govern de l'Iran, encapçalat pel clergat islàmic, ha perseguit sistemàticament als bahá’ís de l'Iran valent-se d'execucions, empresonaments, tortura i una àmplia gamma de mesures destinades a empobrir i desallotjar a la minoria religiosa més àmplia del país.
Entre 1978 i 1998, més de 200 bahá’ís van ser executats pel govern iranià. Centenars de bahá’ís van ser empresonats, torturats, i desenes de milers es van veure privats dels seus llocs de treball, pensions, negocis i oportunitats educatives.
Davant les intenses pressions internacionals, i en gran part gràcies a una sèrie de resolucions en matèria de drets humans adoptades per Nacions Unides, el govern iranià va detenir les execucions i va reduir en gran manera el nombre de bahá’ís detinguts a la presó.
Encara que les autoritats iranianes van limitar les formes més visibles de violència directament dirigida contra els membres de la comunitat bahá’í, no obstant això ha prosseguit amb la seua campanya de persecució, si bé per vies que clarament procuren eludir la vigilància dels organismes internacionals de drets humans.
Al començament dels anys 80, el govern va prohibir l'accés dels joves bahá’ís a les universitats i facultats universitàries. Al començament de 2004, no obstant això, en el que semblava ser una resposta a la condemna internacional per tals mesures, el govern va prometre públicament canviar de política, indicant que en la tardor d'aquest mateix any permetria que els estudiants bahá’ís es matricularen a la universitat. Conformement a això, prop de 1.000 joves bahá’ís es van presentar als exàmens d'ingrés a la universitat.
L'estratègia a llarg termini del govern, consistent a destruir a la comunitat bahá’í sense cridar excessivament l'atenció internacional, va quedar cruelment subratllada en un memoràndum secret de 1991 en el qual s'establia la política que hauria de regir en relació amb la "qüestió bahá’í". Redactat pel Consell Revolucionari Suprem de la Cultura i signat pel Guia Suprem Alí Jamenei, el document instava l'aplicació d'una sèrie de traves a l'accés dels bahá’ís a l'educació i mitjans de vida, les quals constituïen ni més ni menys que un pla mestre per l'estrangulació de la comunitat bahá’í. De forma significativa, establia inequívocament quin havia de ser l'objectiu general de les autoritats: assegurar que el "progrés i desenvolupament" de la comunitat bahá’í" siga tallat".
La recent destrucció dels llocs sagrats i la denegació del dret a l'educació dels joves bahá’ís, així com les contínues mesures destinades a assetjar als bahá’ís i privar-los de les seues propietats i mitjans de vida legítims, indiquen que el pla secret del govern encara segueix en ple vigor. Evidències totes elles que contradiuen rotundament les protestes sovint reiterades pel Govern en el sentit que no hi ha campanya de persecució contra els bahá’ís.
El fet és que els bahá’ís de l'Iran continuen vivint en un estat precari. Se'ls nega el dret a practicar la seua fe lliurement, un dret garantit sota els instruments internacionals, tals com la Carta Internacional de Drets Humans, de la qual Iran és signatària. Les institucions administratives de la seua fe s'han vist desmantellades per decret. Els bahá’ís viuen cada dia conscients que les autoritats procuren frenar el seu desenvolupament com a comunitat, sabedors que fins i tot les més nímies infraccions poden implicar-los la privació dels seus mitjans de vida, la presó o fins i tot pitjors destinacions.
La comunitat bahá’í de l'Iran no suposaria cap amenaça per a les autoritats iranianes. Els principis de la Fe bahá’í exigeixen que els seus seguidors eviten participar en política de partits, activitats subversives o qualssevol formes de violència. La comunitat ha evitat acuradament alinear-se de cap manera amb qualsevol dels governs, ideologies o moviments d'oposició del país.